# Nógrád és Hont k.e.e. vármegye

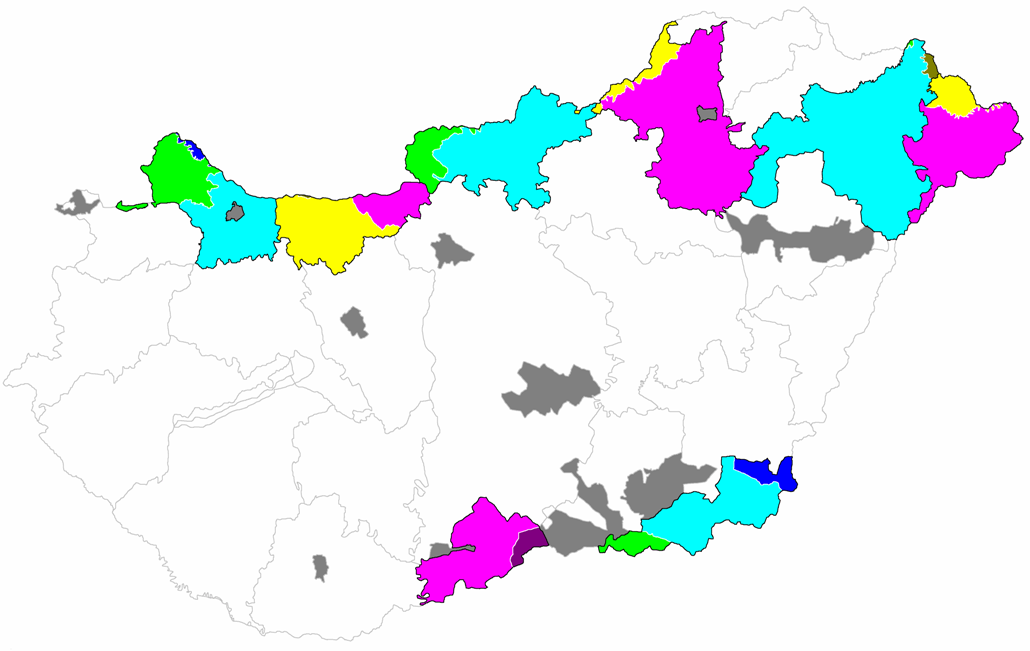
Az 1923-as megyerendezés előtt: Nógrád vm. kék, Hont vm. zöld színnel jelölve

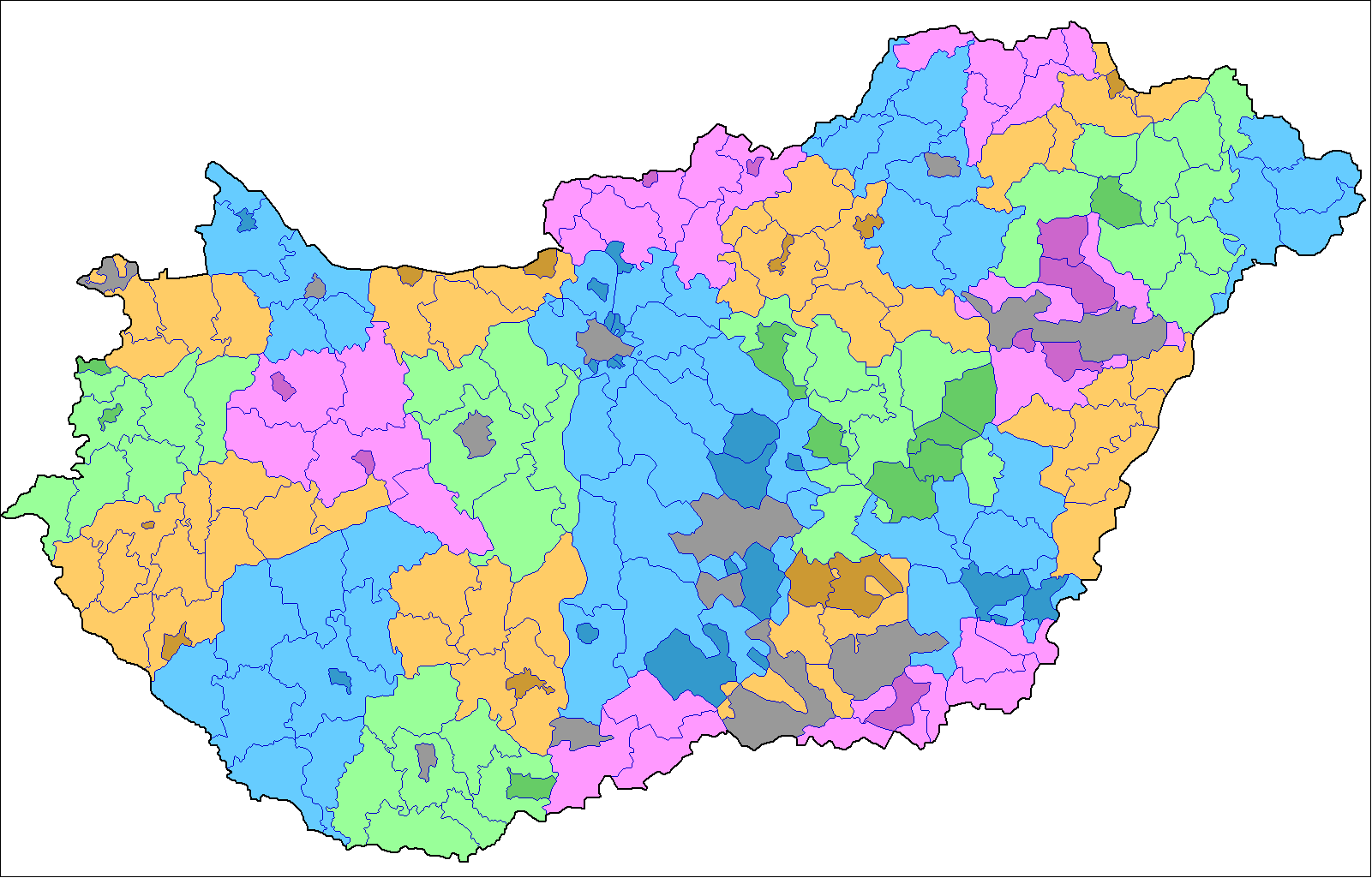
Vármegyék, járások és városok 1936-ban: Nógrád és Hont k.e.e. vm. lila színnel jelölve

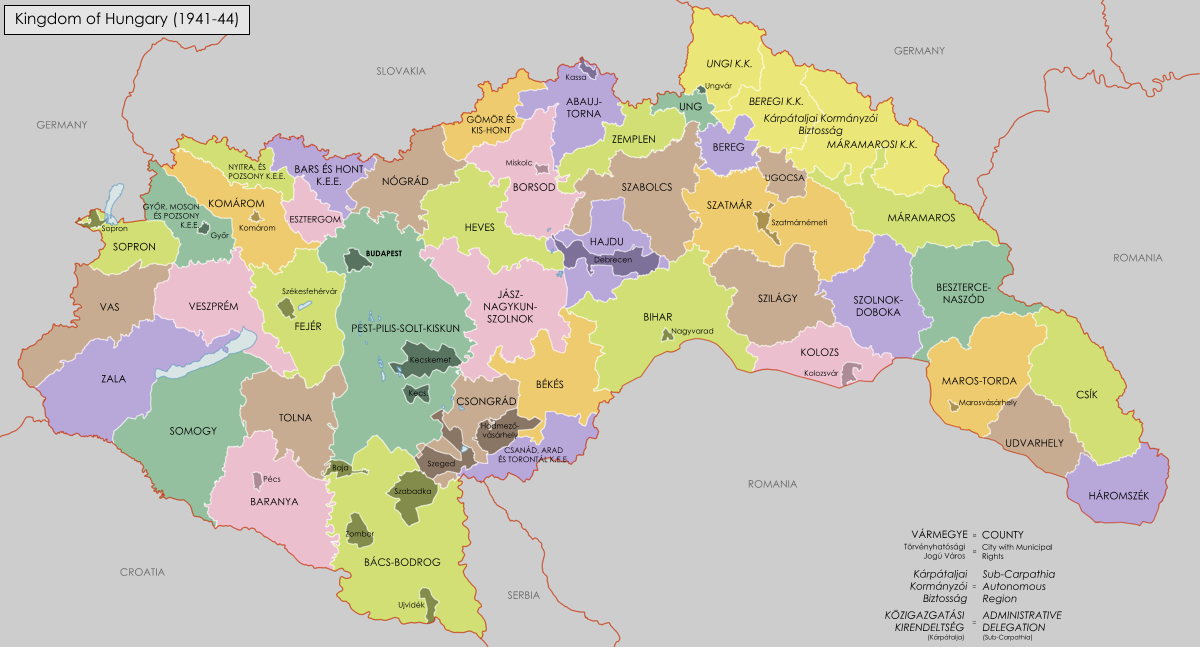
Magyarország 1941 és 1944 között

Nógrád és Hont közigazgatásilag egyelőre egyesített (k.e.e.) vármegye Nógrád vármegye és Hont vármegye Magyarországon maradt csonka területének az összevonásával jött létre az 1923. évi XXXV. tc. rendelkezései alapján. A törvény szerint a megye hét járásra oszlott és székhelye Balassagyarmat volt, a járások száma azonban később csökkent.
Megszűnésére 1938-ban az I. bécsi döntés nyomán került sor, amikor mindkét egykori vármegye legnagyobb része újra magyar terület lett. Ekkor a két megyét különválasztották, Nógrád vármegye ismét önálló lett, viszont Hont vármegyét összevonták az egykori Bars vármegye Magyarországhoz került részével Bars és Hont k.e.e. vármegye néven, Léva székhellyel.
A II. világháború végén kötött fegyverszüneti megállapodást követően ismét az 1938 előtti határok álltak helyre, ezért 1945-ben újabb közigazgatási rendezésre került sor, melynek során a két vármegyét immár véglegesen Nógrád-Hont vármegye néven egyesítették.

## Közigazgatás

### Járási beosztás
Nógrád és Hont k.e.e. vármegye a létrehozásáról intézkedő törvény alapján hét járásra oszlott, ezek közül nagyjából kettő volt az egykori Hont vármegye területén, ez utóbbiakat azonban 1932-ben összevonták. A járások az alábbiak voltak (zárójelben a székhely).
1. Balassagyarmati járás (Balassagyarmat)
2. Nógrádi járás (Rétság)
3. Salgótarjáni járás (Salgótarján)
4. Szécsényi járás (Szécsény)
5. Sziráki járás (Szirák)
6. Szobi járás (Szob)
7. Vámosmikolai járás (Vámosmikola), 1932-ben megszűnt

Az 1945-ben létrejött és 1950-ig létezett Nógrád-Hont vármegye járási beosztása megegyezett Nógrád és Hont k.e.e. vármegye 1932 utáni beosztásával.

### Városai
A vármegyének két rendezett tanácsú városa volt, melyeket 1930-tól megyei városnak neveztek.
1. Balassagyarmat (1923-tól)
2. Salgótarján (1922-től)